# Nicholas Fisher (Freestyle-Skier)
Nicholas "Nick" Fisher (* 1. Mai 1981 in Adelaide) ist ein ehemaliger australischer Freestyle-Skier. Er war auf die Disziplinen Moguls und Dual Moguls (Buckelpiste) spezialisiert.

## Werdegang
Fisher nahm von 1997 bis 2001 an den Australian New Zealand Cup sowie den Europacup teil und startete erstmals zu Beginn der Saison 2003/04 in Ruka im Freestyle-Skiing-Weltcup. Dabei errang er mit dem 14. Platz im Moguls seine beste Platzierung im Weltcup. Bei den Weltmeisterschaften 2005 in Ruka belegte er den 23. Platz im Moguls sowie den 17. Rang im Dual Moguls und bei den Olympischen Winterspielen 2006 in Turin den 12. Platz im Moguls. In der Saison 2006/07 erreichte er mit dem 34. Platz im Moguls-Weltcup sein bestes Gesamtergebnis und kam bei den Weltmeisterschaften 2007 in Madonna di Campiglio auf den 43. Platz im Moguls sowie auf den 27. Rang im Dual Moguls. Seinen 37. und damit letzten Weltcup absolvierte er im März 2007 in Voss, welchen er auf dem 39. Platz im Moguls beendete.

## Erfolge

### Olympische Spiele
- 2006 Turin: 12. Platz Moguls

### Weltmeisterschaften
- 2005 Ruka: 17. Platz Dual Moguls, 23. Platz Moguls
- 2007 Madonna di Campiglio: 27. Platz Dual Moguls, 43. Platz Moguls

### Weltcupwertungen
| Saison  | Gesamt | Gesamt | Moguls | Moguls |
| Saison  | Platz  | Punkte | Platz  | Punkte |
| ------- | ------ | ------ | ------ | ------ |
| 2003/04 | 125.   | 5      | 38.    | 65     |
| 2004/05 | 113.   | 3      | 39.    | 38     |
| 2005/06 | 151.   | 3      | 47.    | 31     |
| 2006/07 | 106.   | 5      | 34.    | 48     |